# 克鲁科 (前波美拉尼亚-格赖夫斯瓦尔德县)
克鲁科（德語：Kruckow）是德国梅克伦堡-前波美拉尼亚州的一个市镇，隶属于前波美拉尼亚-格赖夫斯瓦尔德县。总面积为35.42平方千米，截至2020年总人口为624人。